# Estudio abierto
Estudio abierto fue un programa español tipo talk show estrenado el 29 de marzo de 1970 en TVE. Inicialmente se emitía por la segunda cadena, también conocida como UHF, siendo fundamental en esta etapa Manu Leguineche. En 1974 pasó a la primera cadena, siendo emitido hasta 1975, con una segunda edición entre 1982, 1983, 1984 y 1985, cuando fue sustituido en esa fecha por el programa Fin de siglo presentado por Pablo Lizcano.

## Formato
Inspirado en espacios como El show de Johnny Carson, el programa fue ideado y presentado por el periodista José María Íñigo, ganador de dos TP de Oro por este mismo programa. Durante 120 minutos, se sucedían las distintas y variadas secciones del programa, entre las cuales se encontraban las entrevistas a famosos nacionales y extranjeros, actuaciones musicales, un repaso de la actualidad y la sección "Mundo Curioso", donde desfilaban los personajes más pintorescos, entre los cuales tuvo una gran relevancia el número de la cuchara del mentalista Uri Geller en la España de los años 70. En la primera etapa tuvo un enorme éxito popular.
José María Íñigo, ejercía la función de coordinador y responsable de las contrataciones artísticas, además de "conseguidor" de algunas de las mejores entrevistas realizadas en el programa.

## Premios y distinciones
- 1974, TP de Oro al Mejor Programa Nacional.
- 1975, TP de Oro al Mejor Presentador Masculino por José María Íñigo.
- 1984, TP de Oro al Mejor Presentador Masculino por José María Íñigo.

Fue considerado por el Grupo Joly uno de los cien mejores programas de la historia de la televisión en España.